# Flacq

Distriktets läge.

Distriktet Flacq är ett av önationen Mauritius nio distrikt. Distriktet ligger på öns östra del.

## Geografi
Distriktet har en yta på cirka 298 km² och är det största till ytan. Befolkningen uppgår till cirka 138 500 invånare. Befolkningstätheten är 463 invånare / km².
Inom distriktet ligger bland andra orten Bel Air Rivière Sèche, ön Île aux Cerfs och sätten Plaine des Roches.

## Förvaltning
Distriktet förvaltas av en chairperson och ISO 3166-2 koden är "MU-FL". Huvudorten är Centre de Flacq, tidigare var det Mahébourg.
Distriktet är underdelad i 23 municipalities.